# Gaponov
Gaponov je priimek več oseb:
- Nikolaj Vasiljevič Gaponov, sovjetski general
- Ilja Gaponov, ruski umetnik